# マルタ保護国
マルタ保護領（イタリア語：Protettorato di Malta、マルタ語：Protettorat ta' Malta）は、イギリスの保護領だった頃のマルタの政治用語。保護領は、1800年にマルタのフランス軍が降伏し、1813年にマルタ島がマルタ王国の植民地となるまでの間に存在した。

## 背景

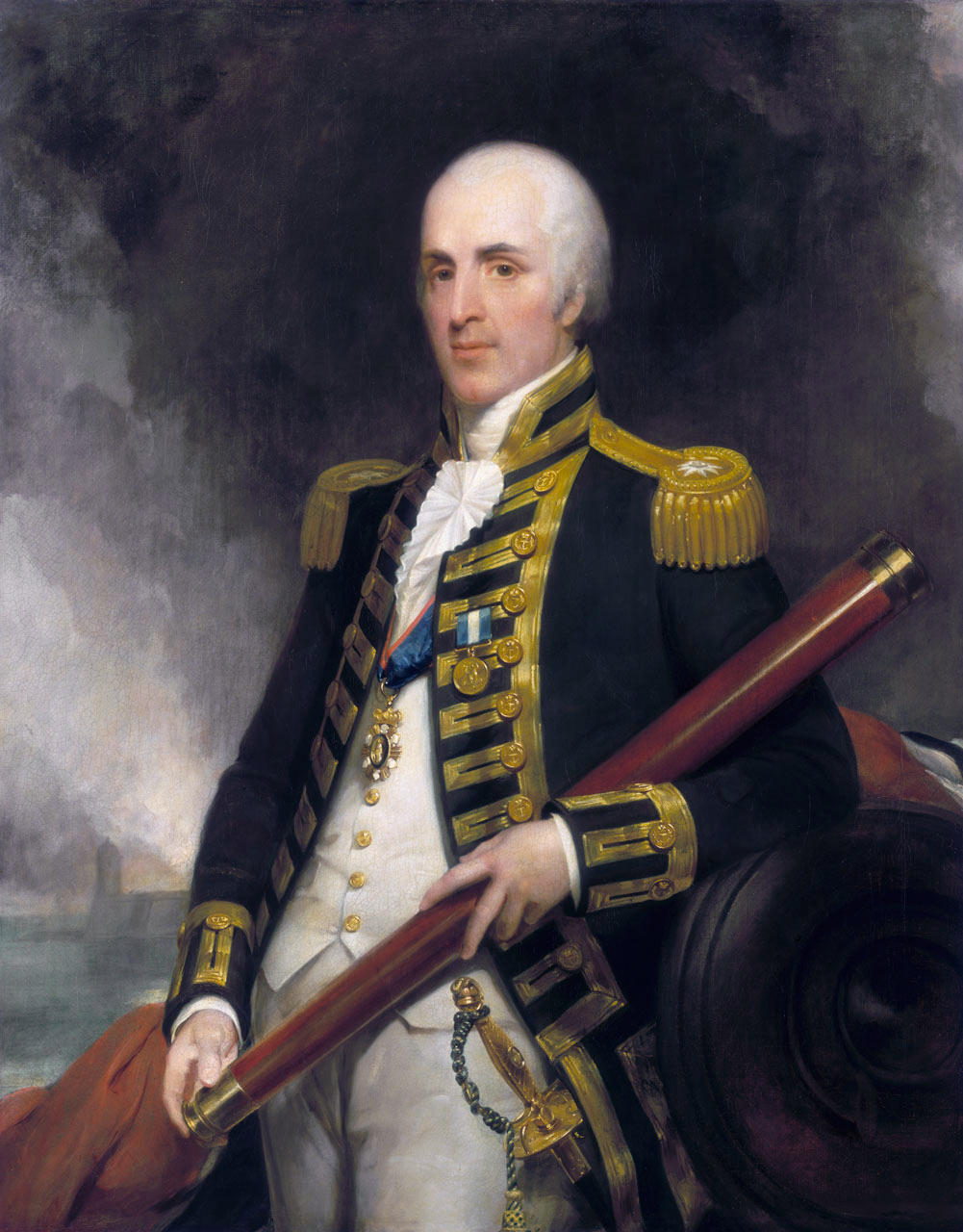
アレクサンダー・ボール卿、マルタの民事委員（1799～1801年および1802～1809年）

マルタ人がフランスに対して蜂起する間、マルタの人々は臨時政府として国民議会を組織しました。シチリア島のイギリス艦隊に救援を求める使者が派遣され、1798年9月下旬、ジェームズ・ソーマレス卿率いる13隻の損傷した船からなるイギリス船団が島沖に現れました。10月にはアレクサンダー・ボール卿がマルタに到着し、1年後には民事委員に任命されました。
ヴォボワ将軍率いるフランス軍守備隊はモスタに追い詰められ、1800年9月4日についに降伏した。これによりマルタはイギリスの保護領となった。1801年8月、民政長官チャールズ・キャメロンはサヴェリオ・カッサールに代わりエマニュエル・ヴィターレをゴゾ島総督に任命した。これにより、ゴゾ島が「ラ・ナツィオーネ・ゴゾタナ」として独立していた時代は事実上終焉を迎えた。

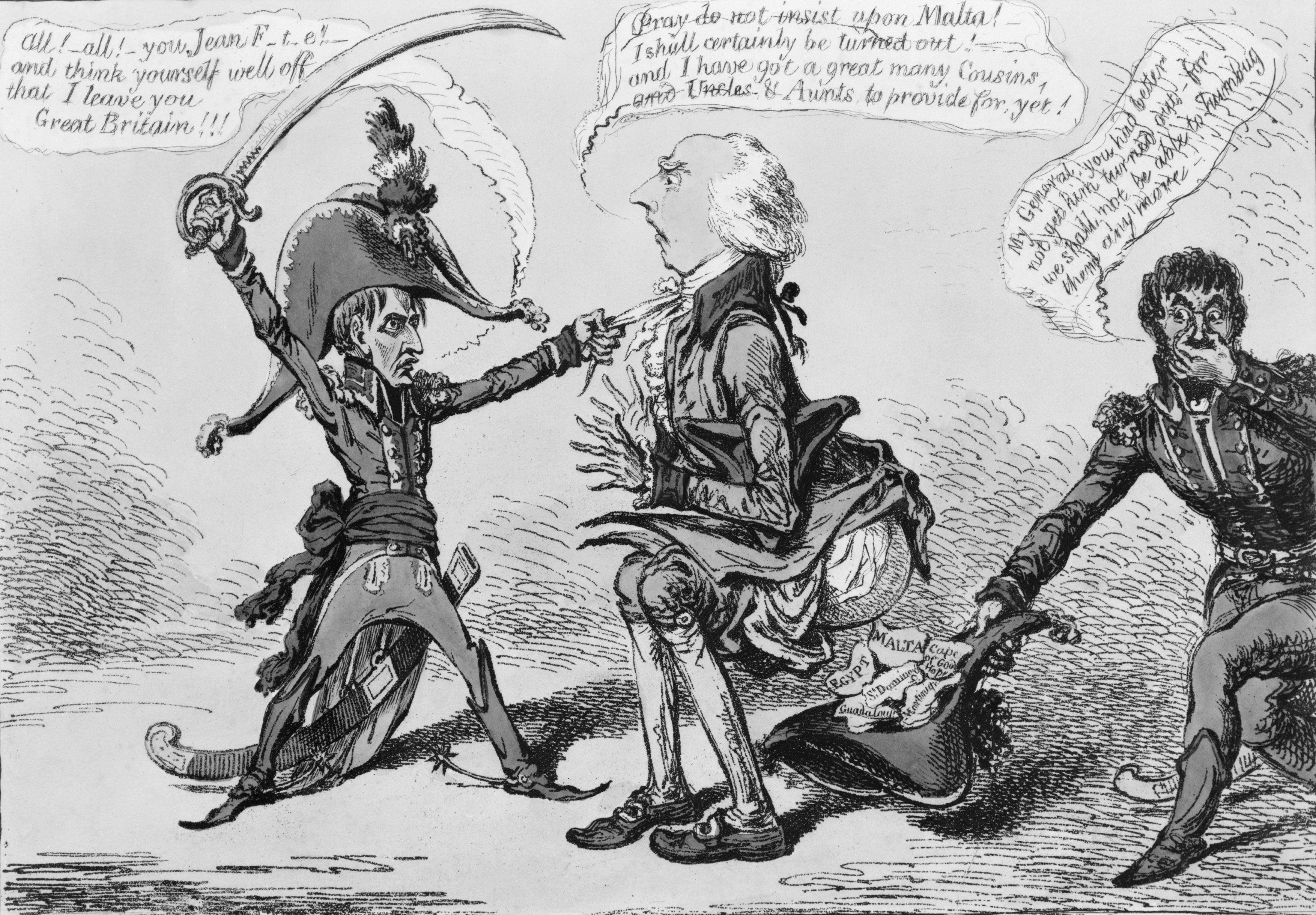
1803年のマルタ島からの撤退を描いた漫画

1802年から1806年の間、南ヨーロッパはイギリスの対ヨーロッパ輸出の5分の1、つまり年間320万ポンドを受け取りました。一方、北ヨーロッパはイギリスの対ヨーロッパ輸出の5分の4、つまり年間平均1280万ポンドを受け取りました。1806年、ナポレオンの大陸封鎖により、イギリスとヨーロッパ諸国間の通商関係は断絶しました。1808年から1812年の間、南ヨーロッパへの輸出は60%に増加し、主にマルタ島とシチリア島を経由して、年間平均1000万ポンドに達しました。さらに、マルタ島はバーバリ諸国やレバント諸島からイギリスやオーストリア領への原材料や商品の輸入拠点として機能しました。[1] 港湾活動は急増し、マルタ島には年間平均1500隻もの船舶が寄港しました。[2]マルタで使用されていた流通通貨はこの国際貿易を反映しており、騎士団時代のマルタのスクディとタリ、シチリア、スペイン、南米のドル、そしてイギリスの金貨ソブリンとハーフソブリンが混在していました。[2][3][4] この経済的繁栄の時代は、島々に機関銀行が設立されることにつながり、1809年6月23日にはマルタ人とイギリスの商人によって最初のマルタ銀行であるアングロ・マルタ銀行が設立され、続いて1812年にはバンコ・ディ・マルタとタリアフェロ銀行が設立されました。[2][5][6] ナポレオン戦争の終結と1813年の疫病により、アングロ・マルタ貿易の黄金時代は最終的に終わりを告げました。しかし、これがマルタがその後150年間イギリスの海外海軍の主要基地となる基礎を築きました。[1]

## 権利宣言
1802年6月、マルタの町や村の104人の代表が、マルタ島とゴゾ島の住民の権利宣言と題された宣言に署名し、ジョージ3世を自分たちの王であると宣言し、ジョージ3世にはマルタを他の勢力に明け渡す権利はないと宣言しました。宣言によって、彼らはまた、マルタが英国の保護下にありながら自治されるべきであると宣言した。

## ランペドゥーザ

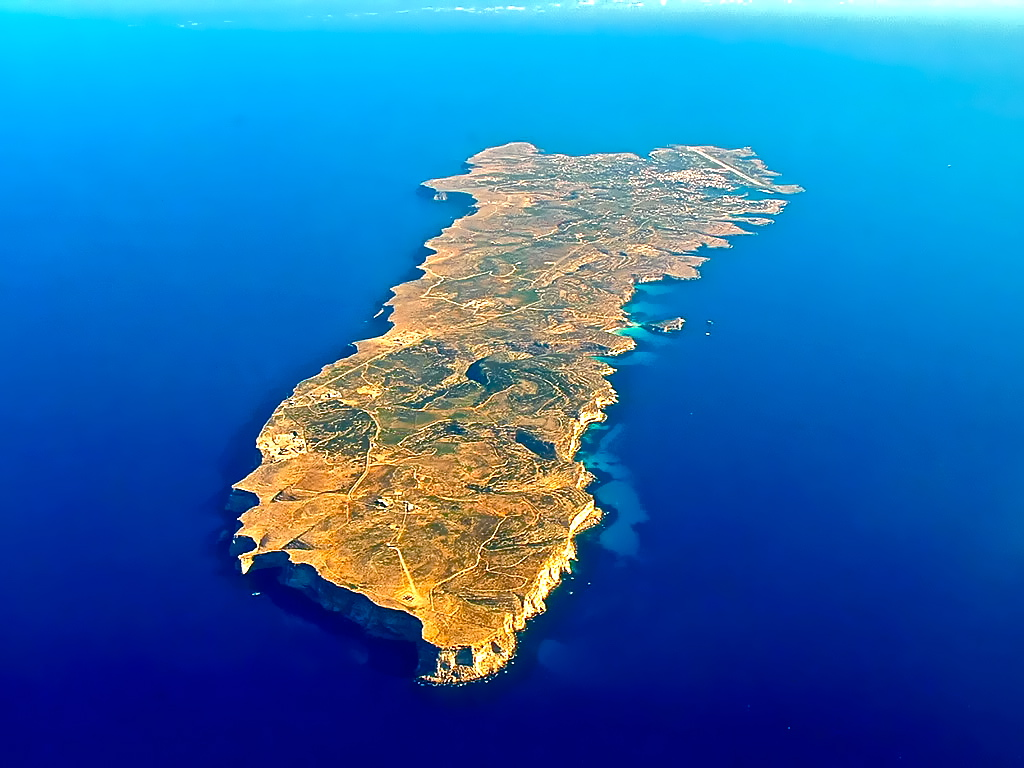
ランペドゥーザの航空写真

政治的には、ランペドゥーザはシチリア王国の一部でもあった。18世紀後半、マルタがまだ騎士団の下にあった頃、ランペドゥーザの王子はマルタ人の企業家サルヴァトーレ・ガットに島を貸し、彼は数人のマルタ人労働者とともに島に定住した。
イギリスは、マルタ島の代わりにランペドゥーザ島を海軍基地として占領することを検討したが、島には深い港がなく、開発が進んでいなかったため、この案は中止された。にもかかわらず、マルタ島当局とイギリス政府は、シチリア島がナポレオンに陥落した場合に備えて、マルタ島に食糧を供給できると考え、島の占領を試みた。
1800年、ボールはその実現可能性を評価するため、委員会をランペドゥーザ島に派遣し、その結果、放牧地と十分な水の供給があったため、比較的低コストでマルタに食料を供給するために、この島を容易に利用できることがわかった。1803年、何人かのマルタ人農民が牛や羊を連れてランペドゥーザ島に定住し、大麦の栽培を始めました。
1810年、サルヴァトーレ・ガットは租借権を英国公使アレクサンダー・フェルナンデスに譲渡し、フェルナンデスは島に大規模なマルタ植民地を作ろうとした。1812年の王室委員会は、これは単なるビジネスベンチャーであるとし、イギリスはフェルナンデスを助けることを拒否したので、これは実現しませんでした。1813年から14年にかけてペストがマルタを荒廃させ、1814年9月25日にトーマス・メイトランド卿がイギリス軍をランペドゥーザから撤退させたとき、さらなる問題が生じた。
フェルナンデスは1818年まで島の所有者であり続けたが、ガットが戻り、1824年まで家族とともにそこに留まった。

## こちらも参照
- Ġonna tal-Kmand 1806 ビルグ・ポルベリスタ爆発  フローベルクの反乱